# Cuicuilco
Cuicuilco is een van de twee steden in het dal van Mexico die zich vanaf 600 v.Chr. ontwikkelen tot de regionale centra.
Waar het dal tot die tijd versnipperd is onder vele hoofdmanschappen, blijven in de loop van de jaren twee steden over: Teotihuacán in het oosten en Cuicuilco in het westen. Rond 200 voor Christus betwisten de twee steden elkaar de hegemonie over het dal.
Het einde van Cuicuilco kwam rond 200 v.Chr plotseling en snel. Een enorme uitbarsting van de vulkaan Xitle heeft de hele stad onder een metersdikke laag lava bedolven en daarmee totaal van de kaart geveegd. Mede verder uitgebouwd door vluchtelingen uit Cuicuilco is daarna rond 100 v.Chr de macht in het dal van Mexico geheel in Teotihuacan gecentreerd.
Rond 100 v.Chr., na de toevloed van immigranten uit Cuicuilco, is 